# Armenian Athletic Federation
La Federazione Armena di atletica leggera (in armeno Հայաստանի Աթլետիկայի Ֆեդերացիա?, HAF) è una federazione sportiva che ha il compito di promuovere la pratica dell'atletica leggera e coordinarne le attività dilettantistiche ed agonistiche in Armenia.